# Eva, Tennessee
Eva är en så kallad census-designated place i Benton County i Tennessee. Vid 2010 års folkräkning hade Eva 293 invånare.